# Hermenéutica literaria
La hermenéutica literaria es la teoría de la interpretación de los textos literarios. Aunque se trata de una disciplina con una larga trayectoria, cuyos orígenes se pueden rastrear desde la Antigüedad, es en la segunda mitad del siglo XX cuando se empieza a usar la denominación de "hermenéutica literaria", que emplea el germanista Peter Szondi en el contexto del surgimiento de la nueva hermenéutica filosófica. Así entendida, como modalidad de la hermenéutica general, sus precedentes modernos estarían en el siglo XIX, en las obras de Friedrich Schleiermacher y Wilhelm Dilthey. Los principales representantes de la disciplina a lo largo del siglo XX son Paul Ricoeur y el propio Peter Szondi, a los que habría que añadir un número importante de autores que han realizado contribuciones a la misma desde la teoría de la literatura, con nombres como Roland Barthes, Umberto Eco, Iuri Lotman, Hans-Robert Jauss